# Test di Kastle-Meyer
Il test di Kastle-Meyer è un test presuntivo utilizzato per rilevare possibili tracce di emoglobina su un determinato oggetto anche se è stata occultata. Non è accettabile come prova ma era utilizzato dalla polizia scientifica per eseguire un primo controllo e in caso di un riscontro positivo si procede con accertamenti. Questo test nella maggior parte dei casi è stato sostituito dal Combur test, basato sullo stesso principio di reazione ad un'attività perossidasica dell'emoglobina ma che utilizza come reagente la Tetrametilbenzidina (C16H20N2 ).
Per creare il reagente di Kastle-Meyer la fenolftaleina (C20H14 O4) viene ossidata (due elettroni vengono rimossi) e pre-dissolta in una soluzione alcalina contenente dello zinco; è infine mischiata con idrossido di potassio (KOH); la soluzione è ora incolore (C20H14 O4 + KOH ).
Il gruppo EME contenuto nell'emoglobina del sangue svolge un'attività simile a quella delle perossidasi, gruppo di enzimi che scompone composti organici quando entrano in contatto con il perossido di idrogeno (H2O2 ).
Perché la reazione avvenga più rapidamente è consigliato separare il gruppo EME dall'emoglobina, per farlo si utilizza l'Etanolo (alcol etilico).
Ora il gruppo EME può entrare in contatto con il perossido di idrogeno, lo scompone in acqua (H2O) e ossigeno (O) ; la fenolftaleina è alla ricerca di un atomo di ossigeno e si lega quindi al radicale liberato dal perossido di idrogeno, avviene perciò una reazione di ossidazione della fenolftaleina che vira di colore diventando rosa.
La procedura è quindi composta da 4 fasi:
1. Rilevamento di un campione
2. Aggiunta di etanolo 95% (circa)
3. Aggiunta di fenolftaleina 2% in idrossido di potassio (reagente di Kastle-Meyer)
4. Aggiunta di perossido di idrogeno[4]

Il campione si rileva utilizzando un tampone faringeo bagnato con acqua distillata (per rilevare sostanze seccate) oppure con una carta da contatto.
Se la soluzione di Kastle-Meyer diventa rosa entro pochi secondi significa che è presente dell'emoglobina; se al contrario non cambia colore entro alcuni secondi allora il test risulta negativo.
In una prima versione del test venivano aggiunti alla fenolftaleina, in uguale quantità, il perossido di idrogeno al 10% e l'etanolo al 95% ma in questo caso il test può fornire falsi positivi perché la fenolftaleina può reagire con altre sostanze ossidanti.
In una seconda versione del test si aggiunge per primo l'etanolo; se si nota il cambiamento di colore ancora prima di aggiungere il perossido di idrogeno non si procede oltre, il test è senza dubbio negativo.
Questo test, come tutti i test presuntivi, può dare falsi positivi: infatti, può reagire con sostanze perossidasiche di origine vegetale. Inoltre, non discrimina tra sangue umano e sangue animale.